# Rhynchopyga pimpla
Rhynchopyga pimpla är en fjärilsart som beskrevs av Max Wilhelm Karl Draudt 1915. Rhynchopyga pimpla ingår i släktet Rhynchopyga och familjen björnspinnare. Inga underarter finns listade i Catalogue of Life.